# Agrotis fasicola
Agrotis fasicola är en fjärilsart som beskrevs av Dyar 1913. Agrotis fasicola ingår i släktet Agrotis och familjen nattflyn. Inga underarter finns listade i Catalogue of Life.